# Приказано взять живым
«Приказано взять живым» — советский шпионский фильм с элементами боевика, посвящённый будням советских пограничников, 1984 года производства Киностудии имени М. Горького и её Ялтинского филиала.

## Сюжет
Сюжет фильма разворачивается на Южной границе Советского Союза. Недавно женившийся старший лейтенант Астахов назначен начальником погранзаставы, на которой когда-то погиб его отец. В приграничной полосе находится особо секретный объект, попавший в поле зрения иностранной разведки.
Жена Астахова, Саша, не успевшая привыкнуть к суровым условиям заставы, периодически выказывает своё недовольство этими условиями. Тем временем, сотрудники иностранной разведки начинают операцию по установлению тотальной слежки за работой заставы. Сначала они проверяют заставу на «прочность», отправив на пересечение границы гражданку Орлову с чужим ребёнком и проследив за стариком Спиридоном Долидзе (который считался погибшим в Великой Отечественной войне, но на самом деле сдался в плен немцам). 
Затем разведчики отправляют диверсанта для установки камер-невидимок. На дельтаплане он пересекает местность и скрывается от пограничного патруля. Успешно установив камеры в стволе дерева, диверсант выходит к дороге. С помощью ничего не подозревающей Саши (переодетый в советскую пограничную форму диверсант представляется капитаном Ворониным) агенту удаётся пересечь все блокпосты и добыть транспорт (диверсант оглушает Сашу и забирает её мотоцикл, а затем угоняет у торговца вином Ушанги грузовик). 
На заставе узнают о пересечении границы. Начинается открытая погоня. Вскоре агента удаётся задержать в стенах старого форта. Астахов узнаёт о ранении жены, а подполковник Гуров говорит о своей отставке, ведь задержать диверсанта без потерь не удалось.

## В ролях
- Александр Аржиловский — Алексей Владимирович Астахов, начальник заставы, старший лейтенант
- Константин Степанков — Константин Петрович Гуров, комендант участка, подполковник
- Михаил Пуговкин — Михаил Иванович Рябоконь, старшина заставы
- Александра Яковлева — Саша, жена Астахова
- Вера Васильева — Вера Кузьминична Рябоконь, фельдшер
- Виктор Незнанов — Виктор Егоров, замполит, лейтенант, влюблённый в Софико Долидзе
- Ия Нинидзе — Софико Долидзе, директор поселковой школы
- Арнис Лицитис — Олав, «Капитан Воронин», диверсант на дельтаплане
- Александр Яковлев — Ченцов, пограничник-кинолог с собакой Диком
- Галина Орлова — Орлова
- Леонард Саркисов — Спиридон Долидзе
- Тристан Саралидзе — Ушанги

## Музыка
В фильме звучит «Песня пограничников» Евгения Крылатова на слова Игоря Шаферана в исполнении Михаила Пуговкина.

## Съёмочная группа
- Директор: Роман Конбрант
- Сценаристы: Александр Антокольский
- Режиссёр: Виктор Живолуб
- Оператор: Михаил Якович
- Художник-постановщик: Владимир Душин
- Композитор: Евгений Крылатов
- Текст песен: Игорь Шаферан

## Производство
Съёмки фильма проходили на побережье в районе Ай-Петри и Фороса, возле пещерного города Чилтер, финальной части — в развалинах 35-й береговой батареи города Севастополь.

## Интересный факт
Имена почти всех персонажей совпадают с именами актёров вплоть до отчеств.

## Прокат
В 1984 году фильм посмотрело более 20 млн зрителей.

## Награды
- Третья премия КГБ (1984)